# Bornholms storkrets
Bornholms storkrets (danska: Bornholms storkreds) är en av tio storkretsar som används vid val till Folketinget sedan 2007. Innan dess fanns Bornholms amtskreds. Storkretsen består av två valkretsar: Rønne och Åkirkeby. 

## Valresultat

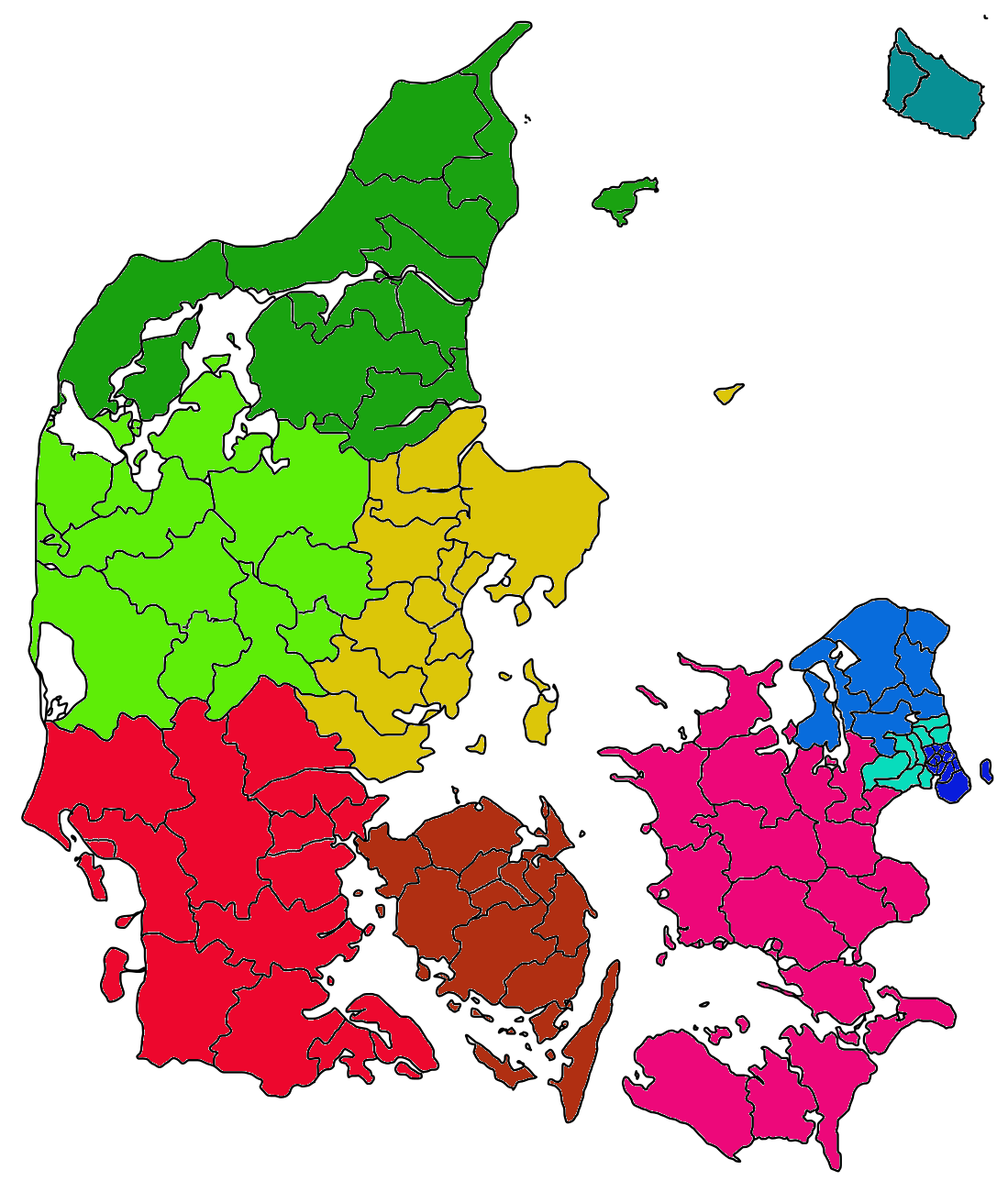
Storkretsar med Bornholm och valkretsar (avgränsade med svarta sträck)

| Parti                       | 2007   | 2011   | 2015   | 2019   | 2022   |
| --------------------------- | ------ | ------ | ------ | ------ | ------ |
| Socialdemokratiet           | 35,4   | 35,8   | 33,5   | 34,0   | 35,3   |
| Venstre                     | 26,3   | 26,7   | 20,3   | 25,3   | 18,7   |
| Dansk Folkeparti            | 12,0   | 10,9   | 19,9   | 10,4   | 6,1    |
| Socialistisk Folkeparti     | 11,9   | 7,3    | 2,8    | 4,3    | 6,4    |
| Det Konservative Folkeparti | 6,0    | 2,1    | 1,7    | 1,8    | 3,7    |
| Liberal Alliance            | 2,2    | 1,9    | 4,0    | 1,0    | 3,6    |
| Radikale Venstre            | 2,2    | 5,5    | 1,6    | 3,3    | 1,0    |
| Kristendemokraterne         | 2,0    | 2,5    | 2,9    | 4,1    | 2,0    |
| Enhedslisten                | 1,9    | 7,3    | 8,4    | 8,1    | 5,2    |
| Alternativet                |        |        | 5,0    | 3,3    | 2,7    |
| Stram Kurs                  |        |        |        | 1,9    |        |
| Nye Borgerlige              |        |        |        | 1,7    | 2,1    |
| Klaus Riskær Pedersen       |        |        |        | 0,9    |        |
| Danmarksdemokraterne        |        |        |        |        | 6,4    |
| Moderaterne                 |        |        |        |        | 6,1    |
| Frie Grønne                 |        |        |        |        | 0,2    |
| Partilösa                   | 0,1    |        |        |        | 0,2    |
| Röstande                    | 27 967 | 27 643 | 25 952 | 25 283 | 24 721 |

## Valda
| Parti             | 2007              | 2011              | 2015              | 2019              | 2022              |
| ----------------- | ----------------- | ----------------- | ----------------- | ----------------- | ----------------- |
| Socialdemokratiet | Jeppe Kofod       | Jeppe Kofod       | Lea Wermelin      | Lea Wermelin      | Lea Wermelin      |
| Venstre           | Peter Juel Jensen | Peter Juel Jensen | Peter Juel Jensen | Peter Juel Jensen | Peter Juel Jensen |